# Badeboda Bo
Badeboda Bo sändes som sommarlovsprogram i Sveriges Television måndag–fredag klockan 9:15 16 juni–8 augusti 2003. Programmet sändes från Växjös Gamla SVT-hus där man byggde upp Badeboda Bo-huset i den lilla skogen på gården bakom, varifrån även Sommarkåken, som sändes som sommarlovsprogram året därpå, sändes. När SVT:s verksamhet flyttades till Teleborg i Växjö rev man den lilla skogen och Badeboda Bo-huset. 2008 byggdes ett lekland som finns på platsen idag.
I programmet visades TV-serierna Spegel Spegel, Ocean Star, Skrotnisse, tecknade Mr Bean, Real Monsters och De tre vännerna och Jerry.

## Handling
Bröderna Ebert och Eugen Eneman driver det gamla hotellet Badeboda Bo och gör allt tillsammans med sin hjälpreda Ella för att få gäster. Varje vecka får de besök av Condensia Collberg som gör allt för att stänga hotellet, men med TV-tittarnas hjälp får de en möjlighet att rädda det.

## Medverkande
- Mattias Linderoth - Eugen
- Henrik Johansson - Ebert
- Oldoz Javidi - Ella
- Lena Athena Tolstoy - Condensia Collberg
- Jurgen Andersson - Erland, Eugens och Eberts pappa

## Gäster / Övriga skådespelare
- Stefan Leske - Herr Stråkhage
- Inga-Lill Leske - Fru Stråkhage
- Kenneth Rydholm - Ängslige scoutledaren
- Morgan Alling - Morgan
- Lasse Beischer - Lasse
- Anna Rydgren - Stacey
- Niclas Fransson - Hotelldirektör Gnidhage
- Anders Linder - Kapten Zoom
- Jonas Sykfont - Femman
- Annika Andersson - Doktor Fummelkvist
- Peter Settman - Argonius
- Anna Blomberg - Fru Sund
- Martin Wargen - Charles P. Collberg
- Erik Edwardsson - Bartendern